# Far East Cup w biegach narciarskich 2011/2012
Far East Cup w biegach narciarskich 2011/2012 – kolejna edycja tego cyklu zawodów, zaliczana do Pucharu Kontynentalnego.

## Kobiety

### Kalendarz i wyniki
| Lp | Data                                | Miejscowość                         | Dystans                             | 1. miejsce          | 2. miejsce          | 3. miejsce          |
| -- | ----------------------------------- | ----------------------------------- | ----------------------------------- | ------------------- | ------------------- | ------------------- |
| 1. | 21 grudnia 2011                     | Alpensia Resort                     | 5 km s. klasycznym                  | Yuki Kobayashi      | Naoko Omori         | Chisa Obayashi      |
| 2. | 22 grudnia 2011                     | Alpensia Resort                     | 10 km s. dowolnym                   | Yuki Kobayashi      | Chisa Obayashi      | Naoko Omori         |
| 3. | 26 grudnia 2011                     | Otoineppu                           | 5 km s. klasycznym                  | Michiko Kashiwabara | Nobuko Fukuda       | Chihiro Kasahara    |
| 4. | 27 grudnia 2011                     | Otoineppu                           | 5 km s. dowolnym                    | Michiko Kashiwabara | Nobuko Fukuda       | Yukari Tanaka       |
| 5. | 6 stycznia 2012                     | Sapporo                             | 5 km s. dowolnym                    | Yuki Kobayashi      | Nobuko Fukuda       | Sumiko Ishigaki     |
| 6. | 7 stycznia 2012                     | Sapporo                             | 5 km s. klasycznym                  | Nobuko Fukuda       | Michiko Kashiwabara | Yuki Kobayashi      |
|    | Far East Cup – klasyfikacja końcowa | Far East Cup – klasyfikacja końcowa | Far East Cup – klasyfikacja końcowa | Yuki Kobayashi      | Nobuko Fukuda       | Michiko Kashiwabara |

### Klasyfikacja
| Lp. | Zawodnik            | Punkty |
| --- | ------------------- | ------ |
| 1.  | Yuki Kobayashi      | 420    |
| 2.  | Nobuko Fukuda       | 340    |
| 3.  | Michiko Kashiwabara | 325    |
| 4.  | Chisa Obayashi      | 290    |
| 5.  | Naoko Omori         | 276    |
| 6.  | Sumiko Ishigaki     | 187    |
| 7.  | Yukari Tanaka       | 179    |
| 8.  | Chihiro Kasahara    | 153    |
| 9.  | Akane Sugiyama      | 119    |
| 10. | Madoka Natsumi      | 116    |

## Mężczyźni

### Kalendarz i wyniki
| Lp | Data                                | Miejscowość                         | Dystans                             | 1. miejsce        | 2. miejsce    | 3. miejsce        |
| -- | ----------------------------------- | ----------------------------------- | ----------------------------------- | ----------------- | ------------- | ----------------- |
| 1. | 21 grudnia 2011                     | Alpensia Resort                     | 10 km s. klasycznym                 | Hiroyuki Miyazawa | Junichi Igawa | Nobu Naruse       |
| 2. | 22 grudnia 2011                     | Alpensia Resort                     | 15 km s. dowolnym                   | Hiroyuki Miyazawa | Nobu Naruse   | Kosuke Hachiro    |
| 3. | 26 grudnia 2011                     | Otoineppu                           | 10 km s. klasycznym                 | Hiroyuki Miyazawa | Akira Lenting | Kouhei Shimizu    |
| 4. | 27 grudnia 2011                     | Otoineppu                           | 10 km s. dowolnym                   | Nobu Naruse       | Akira Lenting | Hiroyuki Miyazawa |
| 5. | 6 stycznia 2012                     | Sapporo                             | 10 km s. klasycznym                 | Hiroyuki Miyazawa | Akira Lenting | Kouhei Shimizu    |
| 6. | 7 stycznia 2012                     | Sapporo                             | 10 km s. dowolnym                   | Nobu Naruse       | Akira Lenting | Hiroyuki Miyazawa |
|    | Far East Cup – klasyfikacja końcowa | Far East Cup – klasyfikacja końcowa | Far East Cup – klasyfikacja końcowa | Hiroyuki Miyazawa | Nobu Naruse   | Akira Lenting     |

### Klasyfikacja
| Lp. | Zawodnik             | Punkty |
| --- | -------------------- | ------ |
| 1.  | Hiroyuki Miyazawa    | 505    |
| 2.  | Nobu Naruse          | 378    |
| 3.  | Akira Lenting        | 260    |
| 4.  | Kosuke Hachiro       | 242    |
| 5.  | Junichi Igawa        | 233    |
| 6.  | Masaya Kimura        | 190    |
| 7.  | Nobuhito Kashiwabara | 163    |
| 8.  | Tomuya Tanaka        | 112    |
| 9.  | Kaichi Naruse        | 110    |
| 9.  | Yūichi Onda          | 110    |